# Niccolò Cabeo
Niccolò Cabeo   (Ferrara, 26 de febrer de 1586 - Gènova, 30 de juny de 1650), (també escrit Cabèo o Cabèi, Niccolò), va ser un filòsof jesuïta italià. Interessat en el magnetisme i l'electricitat, també va dur a terme experiments i observacions relatius a la caiguda dels cossos i al comportament dels pèndols.

## Semblança

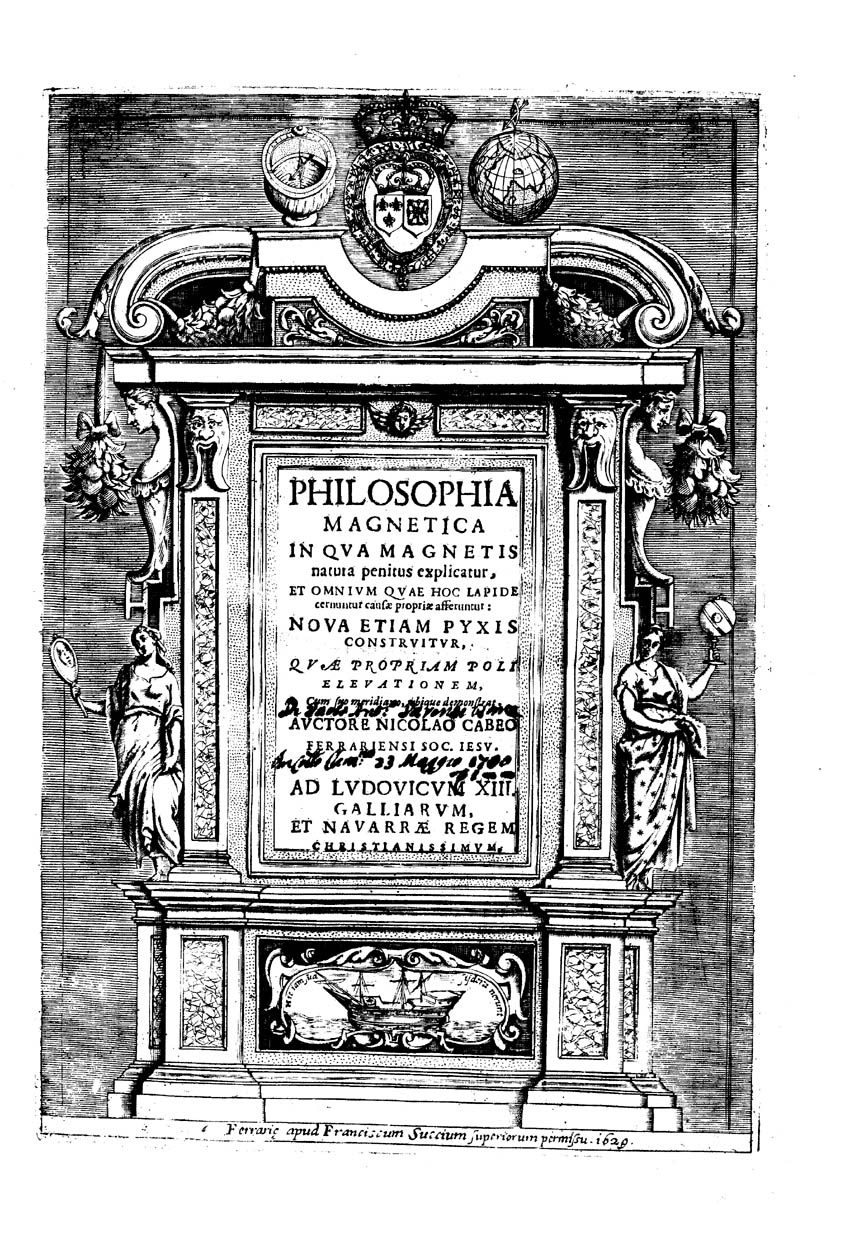
Philosophia magnetica, 1629

Cabeo va néixer a Ferrara, Itàlia, en 1586, i es va educar en el col·legi jesuïta de Parma a partir de 1602. Va passar després dos anys a Pàdua i va estudiar en Piacenza durant 1606-07 abans de completar tres anys (1607-10) en l'estudi de la filosofia en Parma. Va passar un altre període de quatre anys (1612-1616) amb l'estudi de la teologia en Parma i un altre any d'aprenentatge a Màntua. Després va ensenyar teologia i matemàtiques en Parma, i en 1622 es va convertir en predicador. Durant un temps va rebre el patrocini dels ducs de Màntua i d'Este, en Ferrara. Durant aquest temps, va participar en projectes hidràulics. Més tard va tornar per ensenyar matemàtiques de nou a Gènova, la ciutat en la qual moriria en 1650.
És conegut per les seves contribucions a la física, pels seus experiments i observacions. Va observar els experiments de Giovanni Battista Riccioli respecte a la caiguda d'objectes, i va escriure sobre aquests experiments observant que dos objectes diferents cauen en la mateixa quantitat de temps, independentment del mitjà. També va dur a terme experiments amb pèndols, i va observar que un cos carregat elèctricament pot atreure objectes no electrificats. També va assenyalar que dos objectes carregats es repel·leixen mútuament.
Les seves observacions van ser publicades en l'obra, Philosophia magnetica (1629) i En quatuor libros meteorologicorum Aristotelis commentaria (1646). La primera d'aquestes obres examinava la causa del magnetisme terrestre i es dedicava a un estudi de l'obra de William Gilbert. Cabeo pensava que la Terra estava immòbil, i així no va acceptar el seu moviment com la causa del camp magnètic. Cabeo va descriure l'atracció elèctrica en termes d'emanacions elèctriques, alliberades pel frec de certs materials. Aquestes emanacions s'introduïen en l'aire circumdant desplaçant-lo. Quan l'aire tornava a la ubicació original, es portava cossos lleugers amb ell fent-los avançar cap al material atractiu. La Accademia del Cimento i Robert Boyle van dur a terme experiments amb el buit com a intents per confirmar o refutar les idees de Cabeo.
La segona publicació de Cabeo va ser un comentari sobre la Meteorologia d'Aristòtil. En aquest treball, examinava acuradament una sèrie d'idees proposades per Galileu, inclosos el moviment de la Terra i la llei de la caiguda dels cossos. Cabeo s'oposava a les teories de Galileu. També va discutir la teoria del flux de l'aigua proposada per l'estudiant de Galileu, Benedetto Castelli, amb qui va mantenir una controvèrsia en el nord d'Itàlia sobre el canvi del llit del ric Reno. El poble de Ferrara estava d'un costat de la controvèrsia i Cabeo era el seu defensor. Castelli afavoria l'altra part en la controvèrsia i actuava com un agent del Papa Urbà VIII. Cabeo va examinar també algunes idees sobre l'alquímia en aquest llibre.

## Eponimia
- El cràter Cabeus en la Lluna va ser nomenat en la seva memòria.[2]